# 77 Pułk Piechoty (LWP)
77 pułk piechoty (77 pp) – oddział piechoty ludowego Wojska Polskiego.
Sformowany w 1951. Wchodził w skład 25 Dywizji Piechoty. Stacjonował w garnizonie Włodawa. Rozformowany w 1952.

## Skład organizacyjny
dowództwo i sztab
- 2 bataliony piechoty
- artyleria pułkowa
  - dwie baterie armat 76 mm
  - bateria moździerzy
- pułkowa szkoła podoficerska
- kompanie: łączności, gospodarcza
- pluton saperów

Stan etatowy wynosił1234 żołnierzy